# Trophée européen féminin de rugby à XV 2000
Navigation
Trophée européen féminin 1999 Trophée européen féminin 2001
Le Trophée européen féminin de rugby à XV 2000 se déroule du 8 mai au 14 mai 2001 en Espagne pour la Poule A ainsi que pour la Poule B.

## Participants
La Poule A est constituée de huit équipes :Angleterre, Écosse, Espagne, France, Irlande, Italie, Kazakhstan et Pays de Galles. La compétition se déroule sous la forme de match à élimination directe.
À l'origine, la Poule B devait être constituée des équipes d'Allemagne, de la Belgique, des Pays-Bas et de la Russie. Mais la Belgique et la Russie déclinèrent l'invitation à la dernière minute et furent remplacer par une équipe régionale française des Flandres. Les trois équipes se rencontrent deux fois. La meilleure équipe sur les trois matchs remporte le tournoi. Les deux dernières joueront un match contre le 7e et le 8e de la Poule A.

## Poule A

### Quarts de Finale
| 8 mai 2000 | France     | 41 - 14 | Irlande        | à El Ejido |
| 8 mai 2000 | Angleterre | 41 - 3  | Kazakhstan     | à Vera     |
| 8 mai 2000 | Espagne    | 58 - 16 | Italie         | à Roquetas |
| 8 mai 2000 | Écosse     | 28 - 6  | Pays de Galles | à Almeria  |

### Demi-finales
| 10 mai 2000 | France  | 19 - 12 | Angleterre | à Roquetas |
| 10 mai 2000 | Espagne | 13 - 10 | Écosse     | à Almeria  |

### Finale et classement
| 10 mai 2000 | Pays de Galles | 25 - 24 | Italie  | à El Ejido |
| 10 mai 2000 | Kazakhstan     | 31 - 15 | Irlande | à Vera     |

L'Italie est déclarée 7e et l'Irlande 8e.

#### Match pour la5eplace
| 12 mai 2001 | Pays de Galles | 6 - 3 | Kazakhstan | à Vera |

#### Match pour la3eplace
| 12 mai 2001 | Angleterre | 40 - 20 | Écosse | à Almeria |

#### Finale
| 12 mai 2001 | France | 31 - 0 | Espagne | à Almeria |

## Poule B
| Rang | Club      | J | V | N | D | Pm | Pe | Diff | Pts |
| ---- | --------- | - | - | - | - | -- | -- | ---- | --- |
| 1    | Flandre   | 3 | 3 | 0 | 0 | 18 | 14 | +4   | 4   |
| 2    | Pays-Bas  | 3 | 2 | 0 | 1 | 22 | 15 | +7   | 2   |
| 3    | Allemagne | 3 | 1 | 0 | 2 | 16 | 27 | -11  | 0   |

| 8 mai 2000 | Pays-Bas | 12 - 5 | Allemagne | à El Ejido |
| 8 mai 2000 | Flandre  | 8 - 6  | Allemagne | à El Ejido |
| 8 mai 2000 | Flandre  | 5 - 0  | Pays-Bas  | à El Ejido |

| 10 mai 2000 | Pays-Bas | 7 - 0 | Allemagne | à Roquetas |
| 10 mai 2000 | Flandre  | 0 - 5 | Allemagne | à El Ejido |
| 10 mai 2000 | Flandre  | 5 - 3 | Pays-Bas  | à El Ejido |

## Play Off Poule A/Poule B
| 10 mai 2000 | Italie  | 27 - 5  | Allemagne | à Roquetas |
| 10 mai 2000 | Irlande | 19 - 12 | Pays-Bas  | à El Ejido |